# Henry L. Mitchell

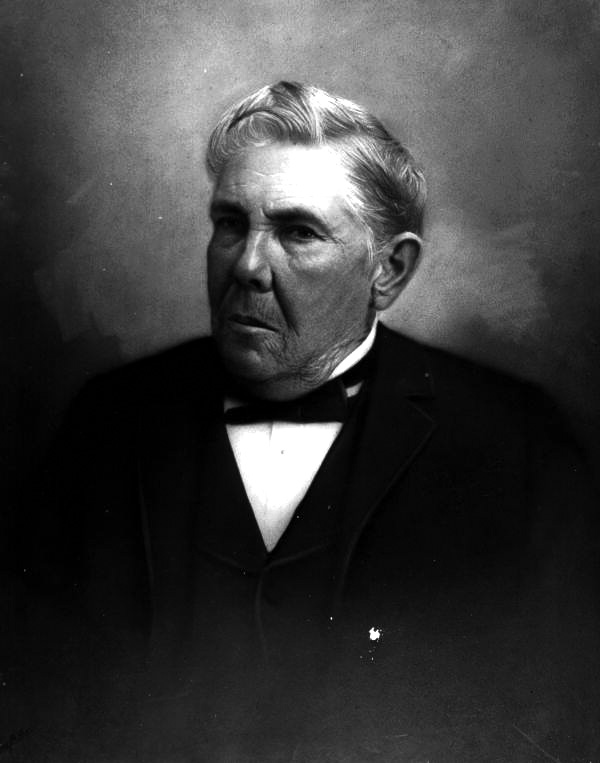
Henry Mitchell

Henry Laurens Mitchell (* 3. September 1831 bei Birmingham, Alabama; † 14. Oktober 1903 in Tampa, Florida) war ein US-amerikanischer Jurist und Politiker und von 1893 bis 1897 der 16. Gouverneur des Bundesstaates Florida.

## Frühe Jahre und politischer Aufstieg
Henry Mitchell besuchte die Schulen seiner Heimat in Alabama. Um das Jahr 1846 zog die Familie nach Tampa. Dort studierte Mitchell Jura und im Jahr 1849 wurde er als Anwalt zugelassen. Bei Ausbruch des Bürgerkrieges trat Mitchell in die Armee der Konföderation ein. Er war ein fanatischer Anhänger des Südens. Im Jahr 1865 ließ er zwei Mitglieder seiner Freimaurerloge ausschließen, weil sie während des Krieges für die Union gekämpft hatten. Seine politische Karriere begann noch während des Krieges. Im Juli 1863 wurde er in das Repräsentantenhaus von Florida gewählt. In den Jahren 1873 und 1875 schaffte er erneut den Sprung in dieses Gremium. Zwischen 1877 und 1888 war Mitchell Richter im Sechsten Gerichtsbezirk von Florida. Es folgte seine Berufung an den Obersten Gerichtshof des Staates, an dem er von 1888 bis 1891 tätig war.

## Gouverneur von Florida
Die Demokratische Partei nominierte Mitchell für die Gouverneurswahl des Jahres 1892, die er dann auch gewann. Mitchells vierjährige Amtszeit begann am 3. Januar 1893 und stand unter einem unglücklichen Stern. Eine 1893 ausgebrochene Wirtschaftskrise hatte auch Florida erfasst. Hinzu kam 1896 ein Hurrikan, der großen Schaden anrichtete und zahlreiche Todesopfer forderte. Der Winter 1894/95 brachte einen ungewöhnlich scharfen Frost, der zur Vernichtung der Zitrusfrüchte führte. Das Ergebnis dieser Katastrophen brachte viele Menschen in finanzielle Notlagen. Auch der Staat, der ohnehin durch die Wirtschaftskrise in Mitleidenschaft gezogen war, musste Steuerausfälle hinnehmen, was auf Kosten des Haushalts ging.
Nach dem Ende seiner Amtszeit am 5. Januar 1897 nahm Mitchell seine juristische Tätigkeit wieder auf. Er starb 1903 in Tampa. Henry Mitchell war mit Mary Eugenia Spencer verheiratet.